# Аршинцеве
Арши́нцеве або Ками́ш-Буру́н (крим. Qamış Burun) — мікрорайон міста Керчі, розташований на березі Керченської протоки, у південній частині території, підпорядкованої Керченській міськраді. Від центральної частини міста відділений досить обширною незабудованою територією. До 1960-х років — окреме селище.

## Історія
Вперше в доступних джерелах селище зустрічається на військово-топографічній карті генерал-майора Мухіна 1817 року, на якій село Камиш бурун позначене без вказівки числа дворів. На карті 1842 Камиш Бурун позначений вже з 22 дворами.
У 1860-х роках, після земської реформи Олександра II, село приписали до Сараймінської волості. За «Пам'ятною книгою Таврійської губернії 1889 р», за результатами Х ревізії 1887, у селі Камиш-Бурун числилося 12 дворів і 80 жителів. За  «… Пам'ятною книжкою Таврійської губернії за 1892» в безземельному селі Камиш-Бурун, яке не входило ні в одне сільське об'єднання, мешканців та домогосподарств НЕ числилося. За  «… Пам'ятною книжкою Таврійської губернії за 1902»  на хуторі Камиш-Бурун, що входив в Ново-Олександрівське сільське товариство, значилося 124 жителя, домогосподарств НЕ маючих. У  Статистичному довіднику Таврійської губернії 1915  в Сараймінській волості Феодосійського повіту значиться економія Камиш-Бурун.
За Радянської влади, за постановою Кримревкома від 8 січня 1921 була скасована волосна система і село включили до складу Керченського повіту, у жовтня 1923 року перетвореного в Керченський район. Згідно  Списку населених пунктів Кримської АРСР за Всесоюзним переписом від 17 грудня 1926 року, сільгоспферма і рибна пристань Камиш-Бурун входили до складу Старо-Карантинної сільради Керченської району. 15 вересня 1931 року Керченський район скасували і село включили до складу Ленінскского, а з 1935 — Маяк-Салинського району, перейменованого 14 грудня 1944 в Приморський. Містоутворюючим підприємством селища є Камиш-Бурунський залізорудний комбінат.
Указом Президії Верховної Ради РРФСР від 18 травня 1948, села Горком і Камиш-Бурун об'єднали і перейменували в Аршинцеве. Час перепідпорядкування Керченській міськраді поки не встановлено, ліквідовано, як самостійна адмінодиниця в період з 1954 по 1968 роки, як селище Керченської міськради.